# Struve-Sahade-Effekt
Der Struve-Sahade-Effekt (benannt nach den Erstbeschreibern des Phänomens, Otto von Struve und Jorge Sahade) beschreibt bei spektroskopischen Doppelsternen die Abnahme der Äquivalentbreite der Absorptionslinien des Sterns, der sich vom Beobachter entfernt, und die entsprechende Zunahme bei dem Stern, der sich auf den Beobachter zu bewegt.
Der Struve-Sahade-Effekt wird in spektroskopischen Doppelsternen beobachtet, die aus zwei massiven Sternen mit einem frühen Spektraltyp der Spektralklassen O oder B bestehen. Wenn einer der Sterne sich auf den Beobachter zu bewegt, nimmt die Tiefe der Absorptionslinie im Sternspektrum ab und erschwert durch seine Veränderlichkeit die Bestimmung der Massen und Leuchtkräfte der Sterne aus dem Spektrum.
Alle Hypothesen bezüglich des Struve-Sahade-Effekts gehen von Wechselwirkungen zwischen den Komponenten des Doppelsternsystems aus:
- Die Doppelsterne lassen einen Gasstrom hinter sich auf ihrer Umlaufbahn zurück.
- Gasströme auf den Komponenten verstärken oder schwächen je nach Beobachtungswinkel die Rotationsverbreiterung der Spektrallinien.
- Zwischen den Sternen wird Gas ausgetauscht, und ihre Emissionslinien füllen die Absorptionslinien der Sterne auf.
- Ein massiver Sternwind zwischen den Komponenten des Doppelsternsystems führt zu einer Aufheizung der Hemisphäre, die dem anderen Stern zugewandt ist, und damit zu einer Veränderung des Spektrums.
- Die Sternwinde führen zu einer Kollisionszone zwischen den Sternen.

## Sterne mit dem Struve-Sahade-Effekt
- AO Cassiopeiae
- 29 Canis Majoris
- Spica
- Akrab